# Vendée Globe
La Vendée Globe és una cursa de vela al voltant del món en solitari, sense aturades i sense assistència en velers monocasc IMOCA 60 de 18 m d'eslora. Actualment s'organitza cada quatre anys al port atlàntic de Les Sables-d'Olonne (França), al departament del riu Vendée, no gaire lluny de la Bretanya. La sortida d'aquesta cursa única té lloc a primers de novembre dels anys de traspàs, i la tornada es fa al mateix port.
La distància en línia directa equival a 40.075 km, com la distància al voltant de la circumferència de la Terra. En realitat la majoria dels navegants recorren uns 50.000 km. La ruta consisteix a donar la volta a l'Antàrtida, deixant els tres caps de Bona Esperança, Leeuwin i Horn al costat de babord i l'Antàrtida a estribord. Normalment es col·loquen boies de pas o portes virtuals per obligar els competidors a no acostar-se més del compte a la costa antàrtica amb el risc de topar amb icebergs o restes d'iceberg amb prou feines visibles.
El rècord d'aquesta cursa de circumnavegació més ràpida en 74 dies 3 h 35 min el té el bretó Armel Le Cléac'h, guanyador de l'edició 2016/2017.
El 2001 la navegant britànica Ellen Patricia MacArthur va ser segona en la competició.